# Еготело смугастоголовий
Еготело смугастоголовий (Aegotheles bennettii) — вид дрімлюгоподібних птахів родини еготелових (Aegothelidae).

## Поширення
Ендемік Нової Гвінеї. Поширений у низовинних вологих лісах на півночі та сході острова та на дрібних островах Д'Антркасто.

## Опис
Птах завдовжки 20-23 см і вагою 45–47 г. Верхня частина темно-сіра зі світлими сіруватими смугами. Нижня частина ряба, світло-сіра. Надбрівна смуга світло-сіра. Такого ж кольору на шиї комірець.

## Спосіб життя
Як і всі еготелові активний вночі. Живиться комахами. Гніздиться у вересні. Гнізда облаштовує у дуплах дерев. У гнізді 2 яйця.